# Paulo Sousa
Paulo Manuel Carvalho Sousa (Viseu, 30 augustus 1970) is een Portugees voetbaltrainer en voormalig voetballer. Sousa was laatst actief als de hoofdtrainer van Salernitana.
Op clubniveau speelde Sousa voor Benfica (1989–1993), Sporting CP (1993–1994), Juventus (1994–1996), Borussia Dortmund (1996–1998), Internazionale (1998–1999), Parma (2000), Panathinaikos (2000–2001) en Espanyol (2002). Hij won tweemaal de UEFA Champions League, met Juventus in 1996 en met Borussia Dortmund in 1997. De verdedigende middenvelder was lid van de zogenaamde gouden generatie in het Portugese voetbal, waarmee hij in 1989 het WK onder 20 won. Paulo Sousa speelde uiteindelijk 51 interlands en kwam uit voor zijn land op Euro 96 en Euro 2000. Door blessures moest hij op 31-jarige leeftijd een punt zetten achter zijn loopbaan.

## Erelijst
Als speler
 Benfica
- Primeira Divisão: 1990/91
- Taça de Portugal: 1992/93
- Supertaça Cândido de Oliveira: 1989

 Juventus
- Serie A: 1994/95
- Coppa Italia: 1994/95
- Supercoppa Italiana: 1995
- UEFA Champions League: 1995/96

 Borussia Dortmund
- DFB-Supercup: 1996
- UEFA Champions League: 1996/97
- Wereldbeker voor clubteams: 1997

 Portugal
- WK onder 20: 1989

Individueel als speler
- Guerin d'Oro: 1995

Als trainer
 Videoton
- Ligakupa: 2011/12
- Szuperkupa: 2011, 2012

 Maccabi Tel Aviv
- Ligat Ha'Al: 2013/14

 Basel
- Super League: 2014/15